# 算賦
算賦，中国古代人头税。
汉朝对成年人征收的人头税。汉高帝四年（前203年），初为算賦。《汉儀注》里说，每人十五岁以上至五十六岁出賦钱，每人120钱为一算，治库车兵马。应劭说商人和奴婢算钱为两份。汉惠帝六年（前189年），规定女子十五岁以上到三十岁没出嫁的，缴纳五份算钱。120钱为一算不是定制，之后有所增减。
元朝按户、丁或者资产征收赋税。中原按户，西域按丁，蒙古地区按马、牛、羊征收算赋。